# Hevingham
Hevingham är en ort och civil parish i Storbritannien.   Den ligger i grevskapet Norfolk och riksdelen England, i den sydöstra delen av landet, 170 km nordost om huvudstaden London. Hevingham ligger 19 meter över havet och antalet invånare är 1 150.
Terrängen runt Hevingham är platt, och sluttar österut. Runt Hevingham är det tätbefolkat, med 343 invånare per kvadratkilometer. Närmaste större samhälle är Norwich, 13,1 km söder om Hevingham. Trakten runt Hevingham består till största delen av jordbruksmark.